# Queso Camerano
Der Queso Camerano ist ein spanischer Ziegenkäse aus der Region La Rioja. Er ist als einzige Käsesorte der Region mit der Bezeichnung Denominación de Origen Protegida (geschützte Ursprungsbezeichnung) seit 2012 geschützt.

## Herkunft
Die Herstellung des Käses ist auf die Bezirke  Rioja Alta,  Sierra de Rioja Alta,  Sierra de Rioja Media  und  Sierra de Rioja Baja sowie die Gemeinden Daroca, Lagunilla de Jubera, Logroño,  Ocón, Santa Engracia und Villamediana de Iregua im Bezirk Rioja Media und die Gemeinden Aguilar del Río Alhama, Arnedo, Autol, Bergasa, Bergasillas, Cervera del Río Alhama, Grávalos, Herce, Igea, Pradejón, Quel, Santa Eulalia Bajera, Tudelilla und  Villarroya im Bezirk Rioja Baja beschränkt. Die Region umfasst damit ca. 80 % der Fläche der Region La Rioja.
Die Milch stammt von den Ziegenrassen Serrana, Murciana-Granadina, Malagueña, Alpina und deren Kreuzungen.

## Eigenschaften
Der Käse hat eine abgeflachte zylindrische Form. Auf der Oberfläche sind Abdrücke der Weidenkörbe, in denen er reift.
Der Queso Camerano wird in vier Reifegraden aus pasteurisierter oder Rohmilch produziert:
- Frischkäse: Nur pasteurisierte Milch.
- Weichkäse: Nur pasteurisierte Milch, Reifezeit mindestens 15 Tage.
- halbgereifter Käse: Pasteurisierte oder Rohmilch, Reifezeit mindestens 30 Tage.
- gereifter Käse: Pasteurisierte oder Rohmilch, Reifezeit mindestens 75 Tage.

Die jährliche Produktionsmenge beträgt etwa 30.000 kg.